# Єсеник (округ)
Є́сеник (чеськ. Okres Jeseník) — адміністративно-територіальна одиниця в Оломоуцькому краї Чеської Республіки. Адміністративний центр — місто Єсеник. Площа округу — 719 км², населення становить 39 261 особа.
До округу входить 24 муніципалітети, з котрих 5 — міста.

## Муніципалітети
- Бєла-під-Прадєдом
- Бернартиці
- Біла Вода
- Черна Вода
- Чеська-Весь
- Градець-Нова Весь
- Яворник
- Єсеник
- Кобила-над-Віднавкоу
- Ліпова-Лажнє
- Мікуловиці
- Остружна
- Пісечна
- Скорошиці
- Стара Червена Вода
- Супоквиці
- Угельна
- Вапенна
- Велька Краш
- Велькі Кунетиці
- Віднава
- Влчиці
- Златі Гори
- Жулова